# Zachäus Andreas Winzler
Zachäus Andreas Winzler (* 1750 in Unlingen; † nach 1820) war ein deutscher Erfinder. Ihm wird die Erfindung des Gasherdes im Jahre 1802 zugeschrieben.

## Leben
Die erste funktionierende Gaslampe nahm 1785 in den Niederlanden Johannes Petrus Minckeleers in Betrieb. Am 21. September 1799 erhielt in Paris Philippe Lebon ein Patent für eine mit Gas betriebene Heizlampe („Thermolampe“).  Nach diesen Erfindungen in der Gastechnik gelang es Winzler in Deutschland 1802 einen Gasherd zu entwickeln. In Mähren war Winzler Eigentümer eines Salpetertagebaus.